# Denis O'Dea
Denis O'Dea, född 26 april 1905 i Dublin, död 5 november 1978 i samma stad, var en irländsk skådespelare.

## Rollista i urval
- 1935 – Angivaren
- 1947 – En natt att leva
- 1948 – Ögonvittnet
- 1949 – Under Capricorn
- 1950 – Skattkammarön
- 1951 – Med flaggan i topp
- 1953 – Mogambo
- 1953 – Niagara
- 1953 – Smugglarskeppet
- 1955 – Rebellen från Irland
- 1957 – Fallet Esther
- 1957 – Månen går upp
- 1959 – Darby O'Gill och småfolket
- 1960 – Ester och Kungen